# Scania (bướm đêm)
Scania là một chi bướm đêm thuộc họ Noctuidae. Nó là nhóm chị em của Pseudoleucania.

## Các loài tiêu biểu
- Scania anelluspinata Olivares, 1994
- Scania aspersa (Butler, 1882)
- Scania messia (Guenée, 1852)
- Scania neuquensis (Köhler, 1959)
- Scania odontoclasper Olivares, 1994
- Scania perlucida (Köhler, 1967)
- Scania perornata (Köhler, 1959)
- Scania simillima (Köhler, 1959)
- Scania strigigrapha (Hampson, 1905)
- Scania tephra (Köhler, 1945)